# Nicole Laurin
 (mars 2018).
Nicole Laurin, née à dans le quartier de Saint-Vincent-de-Paul à Laval au Québec en 1943 et morte à Québec le 21 mars 2017, est une sociologue québécoise.
Spécialisée en études féministes, elle s'intéresse d'abord à formuler une analyse de la société québécoise intégrant les approches féministe et marxiste pour se consacrer par la suite à l'étude des communautés religieuses de femmes au Québec. Elle est l'autrice de nombreux articles qui ont contribué à l’implantation et à la diffusion des études féministes au Québec, de même qu'à l'introduction au féminisme matérialiste.

## Biographie
Après avoir complété un baccalauréat en sociologie à l'Université de Montréal, Nicole Laurin poursuit des études supérieures à l'université Berkeley en Californie, pour sa maîtrise, puis à l'université de Vincennes à Paris, pour son doctorat. Elle sera de la première cohorte des professeurs et professeures qui participent à la création de l'Université du Québec à Montréal (UQAM) en 1969. Elle s'intéresse à l'époque aux théories des classes sociales et contribue à la réflexion sociologique sur la question nationale. Ce qui mènera notamment à la publication de plusieurs articles en collaboration avec Gilles Bourque dont, en 1972, Classes sociales et idéologies nationalistes au Québec 1969-1970. En 1972 également, elle fait partie du groupe de la douzaine de jeunes professeures, professeurs et chargées de cours de l'UQAM qui offriront collectivement le premier cours multidisciplinaire sur l'histoire universelle des femmes à être offert dans une université québécoise francophone. Ce sera « le coup d'envoi » des études féministes à l'UQAM et mènera, en 1976, à la mise sur pied du Groupe interdisciplinaire d'enseignement et de recherche sur les femmes (GIERF).
En 1980, Nicole Laurin choisira de poursuivre sa carrière au département de sociologie de l'Université de Montréal où elle assumera l'enseignement sur la question des femmes aux premier et deuxième cycles. À partir de 1983, en collaboration avec Danielle Juteau, elle consacre l'essentiel de son travail de recherche sur le travail des religieuses et le pouvoir qu'elles exerçaient comme groupe social. Une de ses plus importantes contributions au développement de la sociologie féministe résultera de cette collaboration[source insuffisante].

## Contributions
Nicole Laurin fait partie de la toute première génération de sociologues québécoises qui s'est intéressée à questionner la place des femmes dans la société québécoise et à travailler au développement d'une grammaire et d'outils de recherche propres aux études féministes. Ses travaux contribueront à remettre en cause les approches sociologiques traditionnelles et favoriseront l'émergence des femmes, non plus simplement comme « objet », mais comme un « sujet »[réf. nécessaire] et à faire reconnaître les études féministes comme un champ d'études à part entière.

## Publications
- Production de l'État et formes de la nation, Montréal, Éditions Nouvelle-Optique, coll. « théorie », 1978
- Classes et pouvoir les théories fonctionnalistes, Montréal, Presses de l’Université de Montréal, 1978 (DOI 10.1522/cla.lan.cla)
- Nicole Laurin et J.-F. Léonard, L'Impasse enjeux et perspectives de l'après-référendum, Montréal, Nouvelle optique, 1980
- Les Femmes dans la sociologie, Revue Sociologie et Sociétés, Montréal, Presses de l'Université de Montréal, 1982
- Effet du contrôle d'un événement sonore chez des nourrissons de 3 mois activité cardiaque et comportement visuel (Thèse), Montréal, Université du Québec à Montréal, 1983
- Femmes pouvoir politique, bureaucratie, Lyon, Atelier de création libertaire, 1984 (DOI 10.1522/24936849)
- Nicole Laurin, Lorraine Duchesne, Danièle Juteau, M. Vaccaro et M. et C. Roy, À la recherche d'un monde oublié les communautés religieuses de femmes au Québec de 1900 à 1970., Montréal, Éditions Le Jour, 1991 (DOI 10.1522/030167363)
- N. Fortin, Nicole Laurin et Université de Montréal. Faculté des sciences de l'éducation, L'École en héritage instrumentation pour les enseignantes-formatrices, Montréal, Université de Montréal, 1993
- Danièle Juteau et Nicole Laurin, Un métier et une vocation le travail des religieuses au Québec, de 1901 à 1971, Montréal, Presses de l'Université de Montréal, 1997 (DOI 10.1522/030151512)
- Nicole Laurin et A. Sales, Québec fin de siècle = Fin de siècle Québec, Montréal, Presses de l'Université de Montréal, 1994
- Nicole Laurin Frenette, de Ste-Foy, Québec : Service de l'audiovisuel, Université Laval, scénario de P.-L. Mathieu et Nicole Laurin, Université Laval (Québec), Département de sociologie et Université Laval (Québec), Service de l'audiovisuel., 2016.